# Fondazione Signal
La fondazione Signal, in inglese Signal Foundation, è un'organizzazione non a scopo di lucro statunitense fondata nel 2018 da Moxie Marlinspike e Brian Acton. La sua missione è quella di "salvaguardare la libertà di espressione offrendo un servizio di comunicazione sicura in tutto il mondo grazie a tecnologie open source per la privacy". La sua sussidiaria, Signal Messenger LLC, è responsabile dello sviluppo dell'app di messaggistica Signal e del protocollo Signal.

## Storia
Il 21 febbraio 2018, Moxie Marlinspike e il co-fondatore di WhatsApp Brian Acton hanno annunciato l'istituzione della fondazione Signal, un'organizzazione americana non a scopo di lucro 501(c)(3). La fondazione è stata avviata con un prestito iniziale di 50 milioni di dollari da Acton, che ha lasciato la società madre di WhatsApp, Facebook, nel settembre 2017. La Freedom of the Press Foundation aveva precedentemente svolto il ruolo di sponsor fiscale del progetto Signal e ha continuato ad accettare donazioni per conto del progetto mentre era in sospeso lo status di organizzazione non a scopo di lucro. Entro la fine del 2018, il prestito è aumentato a 105.000.400 dollari, la cui restituzione dovrà avvenire entro il 28 febbraio 2068. Il prestito non è garantito e ha un tasso di interesse pari allo 0%.

### Dirigenza senior
La fondazione Signal è guidata da un presidente, un ruolo distinto da quello di direttivo di Signal Messenger.

#### Elenco dei presidenti
1. Brian Acton (2018-presente) [6]

## Persone
A giugno 2023, il consiglio di amministrazione della fondazione Signal è composto da cinque membri:
- Amba Kak
- Brian Acton (co-fondatore, presidente della fondazione Signal e amministratore delegato di Signal Messenger LLC)[5][8]
- Jay Sullivan
- Katherine Maher
- Meredith Whittaker (presidente)[9]

Membri precedenti:
- Moxie Marlinspike (co-fondatore)

## Signal Messenger LLC
Signal Messenger LLC è stata fondata contemporaneamente alla fondazione Signal e opera come sua sussidiaria. È responsabile dello sviluppo dell'applicazione di messaggistica Signal e del protocollo Signal. Moxie Marlinspike è stato il primo amministratore delegato (CEO) di Signal Messenger fino alle sue dimissioni il 10 gennaio 2022. Brian Acton si è offerto volontario per ricoprire il ruolo di amministratore delegato ad interim mentre l'organizzazione cercava un nuovo CEO. Nel giugno 2023, Signal annunciò che Acton sarebbe rimasto come amministratore delegato.

### Dirigenti
Oltre al presidente della fondazione Signal, Signal Messenger è sempre stata guidata da un amministratore delegato. Ciò fino a settembre 2022, quando è stato creato un nuovo ruolo di presidente, dedicato alle linee strategiche più importanti.

#### Elenco degli amministratori
1. Moxie Marlinspike (2018–2022)
2. Brian Acton (2022-presente)

#### Elenco dei presidenti
1. Meredith Whittaker (2022–presente)[15]